# Condensed Flesh
Condensed Flesh – album zespołu Void, wydany w 1992 roku przez firmę Eye 95 Records. Nagrań dokonano w Inner Ear Studios w listopadzie 1981 roku.

## Lista utworów
1. "Organized Sports"
2. "Annoyed"
3. "Controller"
4. "Revolt"
5. "Condensed Flesh"
6. "Black, Jewish & Poor"
7. "War Hero"
8. "Get Out of My Way"
9. "Go South"

## Muzycy
- John Weiffenbach - wokal
- Bubba Dupree - gitara
- Chris Stover - gitara basowa
- Sean Finnegan - perkusja